# Ада тепе, Крумовград
Ада тепе е рудник край Крумовград. Открити са археологически находки. Резултати от археологическото проучване на рудника на Ада тепе – обзорни публикации:
- Попов, Х. 2012. Ада тепе и тайните на древното рударство. / Ada Tepe and the Secrets of Ancient Mining. Национален археологически институт с музей (БАН) / Болкан минерал енд Майнинг.
- Popov, H., and A. Jockenhövel. 2010. „At the northern borders of the Mycenaean world: Thracian gold mining from the Late Bronze and the Early Iron Age at Ada Tepe in the Eastern Rhodopes.“ ANDOS. Studies of the ancient world 10: 265 – 81.
- Popov, H., A. Jockenhövel, and C. Groor. 2011. „Ada Tepe (Ost-Rhodopen, Bulgarien): Spätbronzezeitlicher-ältereisenzeitlicher Goldbergbau.“ In Anatolian Metal, edited by Ünsal Yalçın, 5:67 – 186. Bochum: Deutsches Bergbau-Museum.